# フレデリック・ムースブラッガー
フレデリック・ムースブラッガー（Frederick Moosbrugger、1900年10月9日 - 1974年10月1日）は、アメリカ合衆国の海軍軍人、最終階級は海軍中将。
第二次世界大戦において駆逐部隊を指揮し、特に1943年8月6日から7日にかけて生起したベラ湾夜戦では巧みな攻撃を行って日本海軍駆逐艦相手に完勝した。
姓の日本語表記は書物によって表記がまちまちであり、統一されていない。一例として「モースブラッガー」、「モースブリューガー」、「ムースブルーガー」といった表記がある。

## 生涯
フ900年10月9日、ペンシルベニア州フィラデルフィアで父ジェイコブと母ロジーナの間に生まれる。1919年6月25日に海軍兵学校（アナポリス）に入学し、1923年6月8日に卒業。卒業年次から「アナポリス1923年組」と呼称されたこの世代の同期には、アメリカ海軍作戦部長を3期6年にわたって務めたアーレイ・バークがいる。士官候補生となったムースブラッガーは戦艦「ネバダ」 (USS Nevada, BB-36) 乗組みとなり、次いで駆逐艦「トラクスタン」 (USS Truxtun, DD-229) 勤務を経て1926年から1927年の間はアジア艦隊に派遣され、いわゆる「長江パトロール」に従事した。
アジア艦隊勤務を終えてアメリカ本国に帰国後は第13海軍区司令部勤務となり、1927年8月から1929年6月までの給油艦「ブラゾス」 (USS Brazos, AO-4) に勤務したあと、ムースブラッガーは潜水艦への配属を指令される。1929年12月に潜水艦課程を修了し、1931年4月まで第12潜水隊の潜水艦S-6 (USS S-6, SS-111) に配属される。1932年1月、ムースブラッガーはペンシルベニア州ライダルでドロシー・E・ブリットと結婚し、3人の息子、フレデリック・ブリット・ムースブラッガー、エドワード・アーサー・ムースブラッガー、デヴィッド・B・ムースブラッガーが生まれた。母校アナポリスでの講師活動を3年務めたあと、1934年6月1日から1937年5月29日までは重巡洋艦「ヒューストン」 (USS Houston, CA-30) に勤務。「ヒューストン」退艦後は再び母校アナポリスに戻り、砲術科講師を務めた。1939年6月、ムースブラッガーは海上勤務に復帰し、戦艦「テネシー」 (USS Tennessee, BB-43) に砲術将校として乗艦する。1941年4月28日からは駆逐艦「マッコール」 (USS McCall, DD-400) 艦長を務め、1941年12月7日の真珠湾攻撃以降はウィリアム・ハルゼー中将（アナポリス1904年組）の第16任務部隊に随伴してウェーク島と南鳥島への攻撃に参加した。
ムースブラッガーは1942年5月から1943年9月の間は第11および第12駆逐部隊司令を務める。この間、1942年8月のガダルカナル島の戦いで始まるソロモン諸島の戦いに連続的に参加し、戦闘、護衛、支援の各任務に就いた。ムースブラッガーの戦歴の中でもとくに名高い1943年8月6日から7日にかけてのベラ湾夜戦は、同期のバークが考案した戦法をそのまま踏襲して完璧な勝利を収めた。コロンバンガラ島への「東京急行」の阻止手段としては当初、魚雷艇が用いられていたが戦果が挙がらず、第三水陸両用部隊司令官セオドア・S・ウィルキンソン少将（アナポリス1909年組）はバーク率いる駆逐部隊に「東京急行」の阻止を命じた。バークはポエニ戦争のスキピオ・アフリカヌスの戦法に範をとった波状攻撃を考案し、あとは「東京急行」の接近を待って戦法を実践するだけだった。ところが、バークが人事異動によって一時的にソロモン戦線から離れる事情があり、戦法の実践は後任に就いたムースブラッガーに委ねられた。ムースブラッガーはバークの理論通りに海戦を展開して4隻の日本海軍駆逐艦のうち3隻を討ち果たして、太平洋艦隊司令長官チェスター・ニミッツ大将（アナポリス1905年組）に「日本の得意とする夜戦において、彼らにまさる戦法を編み出した」と言わしめ、バーク、ビラ・スタンモーア夜戦およびブーゲンビル島沖海戦の覇者アーロン・S・メリル少将（アナポリス1912年組）とともに「こんどの戦争の海戦をもっとも巧みに戦った人たち」として賞賛された。
1943年9月以降、ムースブラッガーは大佐に昇進し、1945年4月6日から1年間は代将に臨時昇進。1946年4月5日からは大佐のランクに戻ってロードアイランド州ニューポートにある海軍基地で一般過程の講師となり、1949年6月から1950年1月の間に第1駆逐艦隊司令を務めたあと、軽巡洋艦「スプリングフィールド」 (USS Springfield, CL-66) 艦長に就任した。1951年6月1日付で少将に昇進後、1952年にはサンフランシスコに司令部を置く太平洋海上軍事輸送部の司令官となる。その年の暮れにはカリフォルニア州モントレーのアメリカ海軍大学院院長となり、1955年12月には太平洋艦隊練習艦隊司令官となった。1956年10月1日、ムースブラッガーは中将に名誉昇進の上退役。引退生活を経て、74歳の誕生日まであと8日という1974年10月1日にサンディエゴのサンディエゴ・ホスピタルで死去した。墓はサンディエゴのフォート・ローズクランズ国立墓地にある。
スプルーアンス級駆逐艦の一艦「ムースブラッガー」 (USS Moosbrugger, DD-980) は、ムースブラッガーを記念して命名された。

## 受章歴および略綬
|   |             |  |  |
| V |             |  |  |
|   | Silver star |  |  |
|   |             |  |  |

|                                       | 海軍十字章                                | 海軍殊勲章               |                                           |
| レジオン・オブ・メリット / V徽章      | 海軍および海兵隊統合任務褒章              | 長江従軍章               | アメリカ防衛従軍記章 / フリート・クラスプ |
| アメリカ従軍記章                      | アジア太平洋戦線従軍章 / シルバー・スター | 第二次世界大戦戦勝記念章 | フィリピン解放メダル                      |
| 海軍職務従事メダル / アジア・クラスプ | 海軍職務従事メダル                        | 朝鮮戦争従軍章           | 国連軍朝鮮戦争従軍章                      |